# Dritte Front (China)

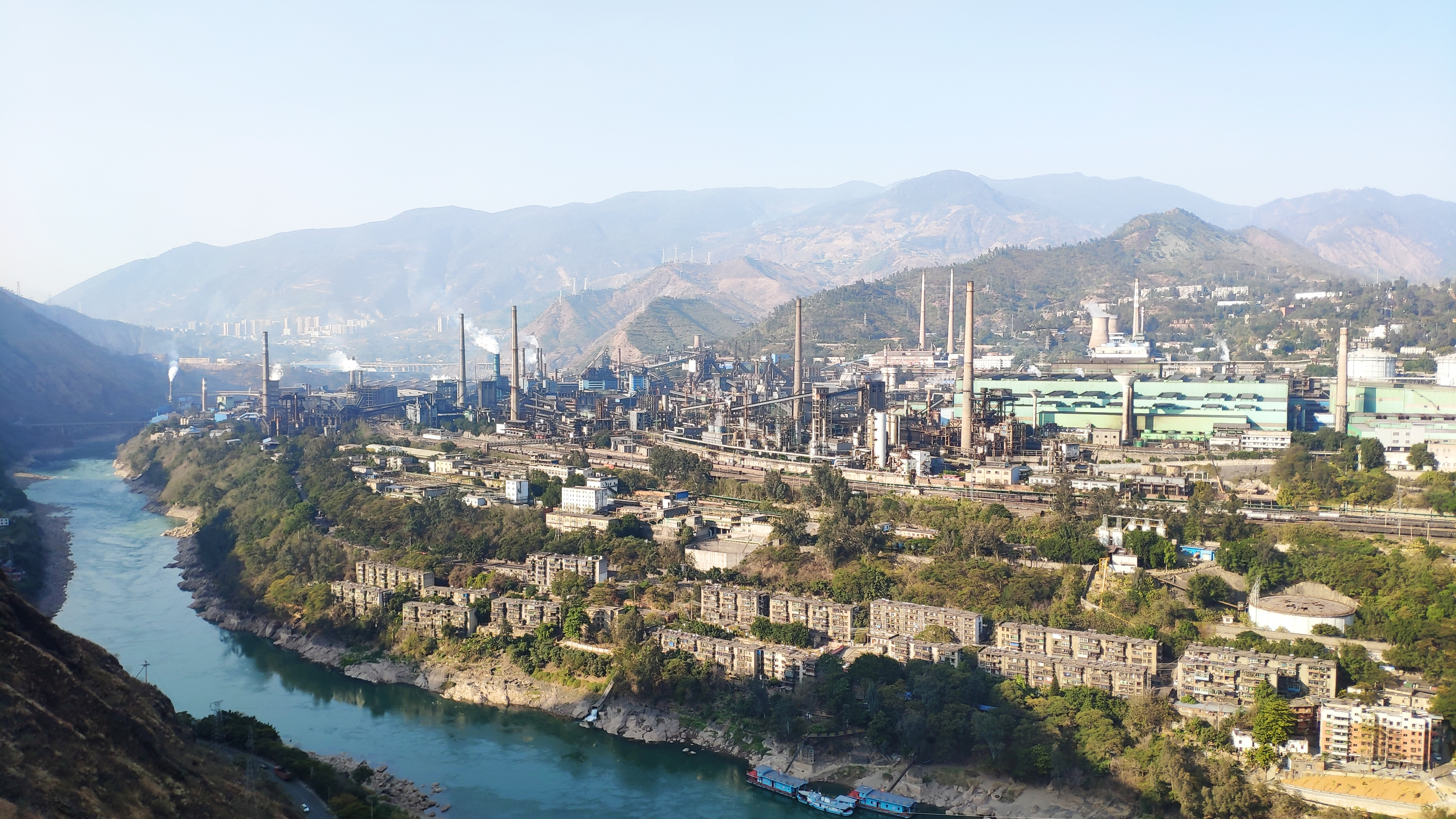
Das im Zuge der Dritten Front errichtete Panzhihua-Stahlwerk in Panzhihua, Sichuan

Die Dritte Front (chinesisch: 三线建设; Pinyin: Sānxiàn jiànshè) war ein 1964 von Mao Zedong angewiesenes Infrastrukturprogramm, mit dem zentrale Industriezweige und Forschungseinrichtungen in das Landesinnere Chinas verlagert wurden. Die Umsetzung erfolgte angesichts sich verschlechternder internationaler Beziehungen zur Sowjetunion und der atomaren Bedrohung mit der Absicht, kritische Infrastruktur aus den Landesgrenzen und Küstenregionen zu diversifizieren.

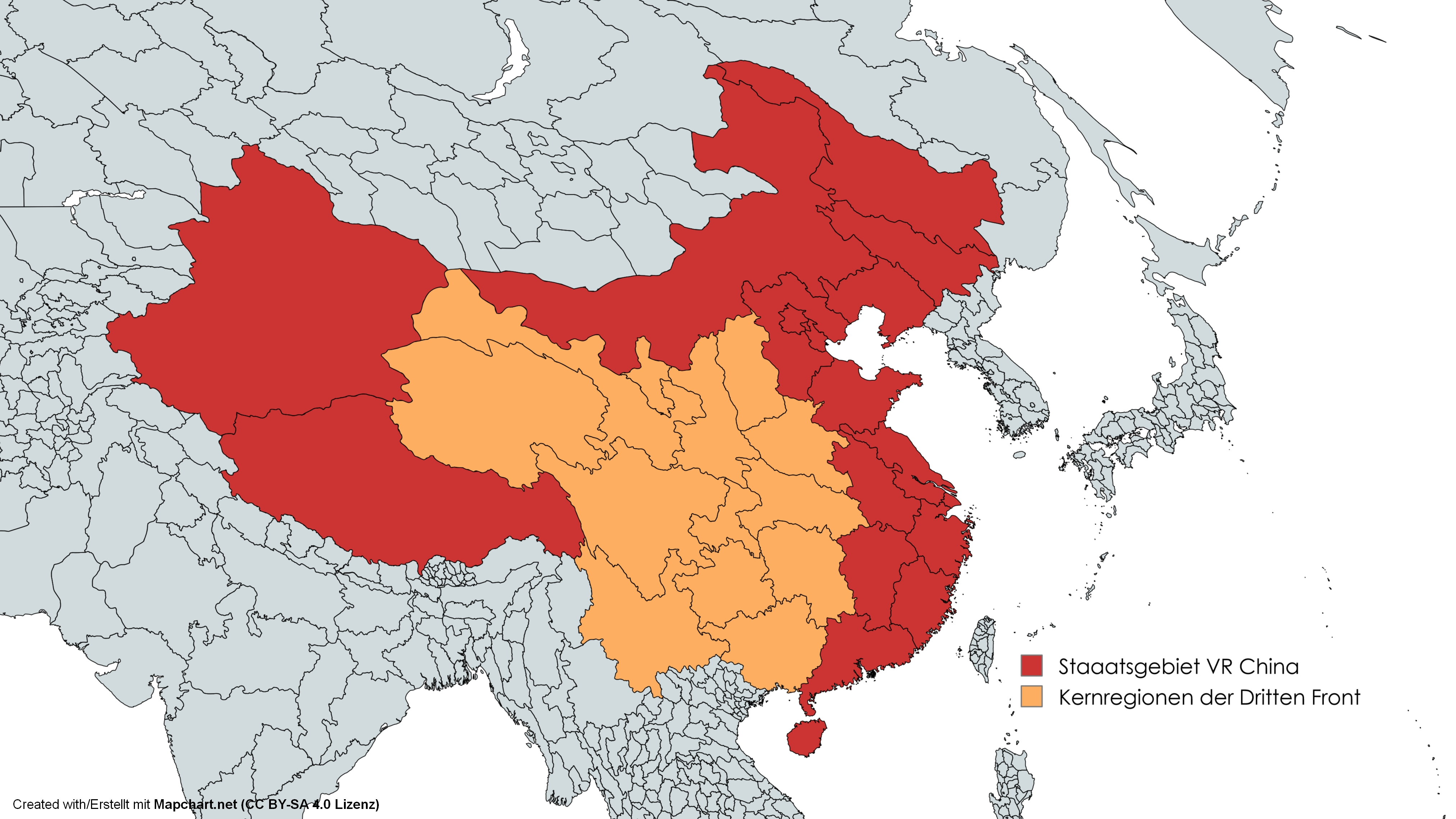
Karte der Volksrepublik China (farbig) mit Hervorhebung der Provinzen der Dritten Front (orange)

Das als wohl größtes Entwicklungsprogramm der Mao-Ära erachtete Unterfangen umfasste den Umzug von knapp 500 Fabriken, wobei 1,5 Millionen Arbeiter und 200 Milliarden RMB aufgewendet wurden. Bis zum Ende der 1970er wurde ein wesentlicher Teil des chinesischen Staatshaushaltes in durch die Dritte-Front-Doktrin entwickelten Regionen investiert.

## Spielfilme
- Dritte-Front-Trilogie von Wang Xiaoshuai:
  - 2005: Shanghai Dreams (青红, Qing hong)
  - 2011: 11 Flowers (我11, Wo 11)
  - 2014: Red Amnesia (闯入者, Chuangru zhe)